# اندرو ناپولیتانو
اندرو ناپولیتانو (به انگلیسی: Andrew Napolitano) (متولد ۱۹۵۰) قاضی سابق دادگاه عالی نیوجرزی است. او تحلیلگر ارشد سیاسی و قضایی شبکه فاکس نیوز است و در خصوص خبرهای حقوقی و محاکمات نظر می‌دهد.

## سیاست
ناپولیتانو خود را لیبرترینی حامی حیات و یک لیبرترین محافظه کار معرفی می‌کند. او با مجازات اعدام مخالف است و می گوید حکومت از اقتدار اخلاقی اجرای اعدام برخوردار نیست.
او حامی سرسخت تفسیر ارتدوکس قانون اساسی امریکاست و آن را قراردادی می‌داند که باید به نحوی که نویسنگانش می‌اندیشیده‌اند تفسیر شود والا بی اعتبار است. او می‌گوید دولت فدرال قدرتهای خیلی محدودی دارد.
او رالف نیدر را قهرمان خود خوانده‌است.